# بول هسلانجير
بول هسلانجير (بالألمانية: Paul Haslinger) (و. 1962  م) هو كاتب أغاني، وملحن، ومؤلفو موسيقى تصويرية نمساوي، ولد في لينتس، يستخدم آلات آلة مفاتيح.

## وصلات خارجية
- بول هسلانجير على موقع IMDb (الإنجليزية)
- بول هسلانجير على موقع ألو سيني (الفرنسية)
- بول هسلانجير على موقع ميوزك برينز (الإنجليزية)
- بول هسلانجير على موقع أول موفي (الإنجليزية)
- بول هسلانجير على موقع بوكس أوفيس موجو (الإنجليزية)
- بول هسلانجير على موقع قاعدة بيانات الأفلام السويدية (السويدية)
- بول هسلانجير على موقع أول ميوزيك (الإنجليزية)
- بول هسلانجير على موقع ديسكوغز (الإنجليزية)
- بول هسلانجير على موقع قاعدة بيانات الفيلم (الإنجليزية)